# NGC 6464
NGC 6464 (другие обозначения — MCG 10-25-87, ZWG 300.65, KAZ 160, KUG 1745+609, IRAS17452+6054, PGC 60818) — спиральная галактика (Sc) в созвездии Дракон.
Этот объект входит в число перечисленных в оригинальной редакции «Нового общего каталога».
В галактике вспыхнула сверхновая SN 1992aa типа II. Её пиковая видимая звёздная величина составила 18.